# منظمة مشروع الجينوم البشري
منظمة مشروع الجينوم البشري (بالإنجليزية:  (HUGO) Human Genome Organisation)‏ هي منظمة تتعلق بـ مشروع الجينوم البشري، ذلك المشروع الذي يتطلع إلى رسم خريطة كامله جينات،أنشئت في عام 1989 كمنظمة دولية، تهدف في المقام الأول إلى تعزيز التعاون بين علماء الجينوم في جميع أنحاء العالم. يقع مقرها في جنيف في سويسرا.

## تاريخها
تأسست في أواخر أبريل نيسان عام 1988 في أول اجتماع مخصص لمشروع الجينوم البشري في شتاء مدينة هاربور. فكرة البدء في تنظيمها تنبع من عالم أحياء في جنوب أفريقيا يدعى سيدني برينر، المعروف بإسهاماته الكبيرة في العمل على الشيفرة الوراثية وغيرها من مجالات علم الأحياء الجزيئي، فضلا عن فوزه بجائزة نوبل في علم وظائف الأعضاء للطب في عام 2002. وقد تم انتخابه في المجلس التأسيسي في الاجتماع الذي ضم 42 عالما من 17 دولة مختلفة.

## أعضائها
في أول اجتماع لها ضمت 42 عالما ثم توجه بعد ذلك لانتخاب 178 أعضاء اضافيين ليصل مجموع أعضائها إلى 220.

### الرؤساء
- تشارلس لي (كوريا الجنوبية، الولايات المتحدة) – 2017 – للان
- Stylianos Antonarakis (سويسرا) – 2012 - 2017
- إديسون ليو (سنغافورة) – 2007 - 2012
- Leena Peltonen (فنلندا) – 2005 - 2007
- Yoshiyuki Sakaki (اليابان) – 2002 - 2005
- Lap‐Chee Tsui (كندا) – 2000 - 2002
- Gert‐Jan van Ommen (هولندا) – 1998 - 1999
- Grant Sutherland (أستراليا) -1996 - 1997
- Thomas Caskey (الولايات المتحدة) – 1993 - 1995
- Walter Bodmer (المملكة المتحدة) – 1991 - 1993
- Victor McKusick (الولايات المتحدة), الرئيس المؤسس – 1988 - 1991

## لجنة المنظمة للأخلاق والقانون والمجتمع
لجنة الأخلاق والقانون والمجتمع (CELS) التابعة لـمنظمة مشروع الجينوم البشري هي مجموعة عمل أكاديمية متعددة التخصصات تتمتع بموقع فريد لتحليل المسائل الأخلاقية الحيوية في علم الجينوم على المستوى المفاهيمي ومن منظور دولي. تحقيقًا لهذه الغاية، تتمثل مهمة مركز دراسات اللغة الإنجليزية CELS في استكشاف الخطاب المهني وإعلامه بالجوانب الأخلاقية لعلم الوراثة وعلم الجينوم، عادةً من خلال المشاركة العلمية، والأوراق المحفزة للتفكير، وبيانات توجيه السياسات.[بحاجة لمصدر]
انعقد الاجتماع الأول للجنة الأخلاقيات في أمستردام في أكتوبر 1992، برئاسة نانسي ويكسلر (جامعة كولومبيا). في عام 2010، تحت قيادة رئيس HUGO آنذاك إديسون ليو (مختبر جاكسون) والرئيسة الجديدة روث تشادويك (جامعة كارديف)، أصبحت اللجنة لجنة HUGO للأخلاق والقانون والمجتمع (CELS). تم ترشيح بنيامين كابس ليكون الرئيس الحالي في اجتماع HUGO للجينوم البشري، الذي عقد في برشلونة في عام 2017[بحاجة لمصدر]
رؤساء اللجنة
- 2017– الان : بنجامين كابز (المملكة المتحدة، كندا)
- 2010-2017: روث تشادويك (المملكة المتحدة)
- 1996-2008: بارثا كنوبرز (كندا)
- 1992-1996: نانسي ويكسلير (الولايات المتحدة)

## وصلات خارجية
HUGO homepage